# ロドリゴ・ドゥテルテの逮捕
2025年3月11日、フィリピンの元大統領ロドリゴ・ドゥテルテは、フィリピン麻薬戦争における人道に対する罪で国際刑事裁判所（ICC）から逮捕状が発せられ、フィリピン国家警察とインターポールに逮捕された。香港での政治集会に出席した後、ニノイ・アキノ国際空港で逮捕され、オランダのデン・ハーグに移送された。
ドゥテルテは、ダバオ市長および大統領在任中（2019年にローマ規程から脱退するまで）に行われた違法薬物の取り締まりにおける超法規的殺人を含めた人道に対する罪で起訴された。エミリオ・アギナルド、ホセ・ラウレル、ジョセフ・エストラーダ、グロリア・アロヨに続く起訴・逮捕された5人目の大統領経験者である。
マルコス家とドゥテルテ家の確執が激化する中で逮捕されたため、隠された動機が疑われたが、ボンボン・マルコス大統領はそれを否定している。長女で副大統領のサラは、フィリピンからオランダに向かった。